# NGC 2657
NGC 2657 é uma galáxia espiral (Sd) localizada na direcção da constelação de Cancer. Possui uma declinação de +09° 38' 45" e uma ascensão recta de 8 horas, 45 minutos e 15,8 segundos.
A galáxia NGC 2657 foi descoberta em 7 de Março de 1885 por Édouard Jean-Marie Stephan.